# 2006 à Paris
 Chronologie de l'histoire de Paris
- 2002
- 2003
- 2004
- 2005
- 2006
- 2007
- 2008
- 2009
- 2010

Cette page concerne l'année 2006 du calendrier grégorien.

## Chronologie

### Janvier 2006
- x

### Février 2006
- 13 février : début de l'affaire du gang des barbares.

### Mars 2006
- x

### Avril 2006
- x

### Mai 2006
- x

### Juin 2006
- x

### Juillet 2006
- x

### Août 2006
- x

### Septembre 2006
- x

### Octobre 2006
- x

### Novembre 2006
- x

### Décembre 2006
- 16 décembre : inauguration puis mise en service immédiate de la ligne 3 du tramway d'Île-de-France qui relie le Pont du Garigliano et la Porte d'Ivry.

## Décès en 2006
- 12 février : Henri Guédon, artiste-peintre et musicien de jazz.
- 13 février : Ilan Halimi, victime d'enlèvement et de meurtre.
- 5 mars : Janine Chasseguet-Smirguel, psychanalyste.
- 17 avril : Jean Bernard, médecin.
- 9 mai : Édouard Jaguer, poète, dessinateur et critique d'art.
- 24 mai : Claude Piéplu, acteur.
- 26 mai : Raymond Triboulet, homme politique.
- 20 juin : Raymond Daudel, chimiste.
- 21 juin : Jacques Lanzmann, écrivain, scénariste et parolier.
- 20 juillet : 
  - Charles Bettelheim, économiste et historien.
  - Gérard Oury, acteur,réalisateur et scénariste.
- 29 juillet : Pierre Vidal-Naquet, historien et helléniste.
- 2 août : Maurice Kriegel-Valrimont, homme politique.
- 17 août : Bernard Rapp, journaliste, réalisateur, écrivain, et dialoguiste.
- 3 septembre : Françoise Claustre, archéologue et ethnologue.
- 9 septembre : Gérard Brach, scénariste et réalisateur.
- 6 octobre : Claude Luter, clarinettiste, saxophoniste soprano et chef d'orchestre de jazz.
- 9 octobre : Coccinelle, artiste transsexuelle.
- 10 octobre : Danièle Huillet, cinéaste.
- 17 octobre : Daniel Emilfork, comédien.
- 7 novembre : Jean-Jacques Servan-Schreiber, journaliste, essayiste et homme politique.
- 11 novembre : Anicée Alvina, chanteuse et comédienne.
- 14 novembre : Bertrand Poirot-Delpech, journaliste, essayiste et romancier.
- 23 novembre : Philippe Noiret, acteur.
- 27 décembre : Pierre Delanoë, parolier.